# Понт (област)
Понт (антгрч.  — Понтос — „Море“, лат. Pontus — Понтус) је област на обали Црног мора, на североистоку данашње Турске. Име су му дали антички Грци који су колонизовали област и потиче од грчког назива за Црно море – Pontos Euxeinos („Гостољубиво море“). Како ова област првобитно није имала име, област источно од реке Кизил је називана „област на Понту“ и отуда то име, које се први пут може пронаћи у Ксенофонтовом „Анабазису“. Величина регије је варирала кроз векове, али генерално се простирала од граница Колхиде (данашња Грузија) све до Пафлагоније на запад, уз различиту ширину залеђа. Неколико држава и провинција које су носиле име Понт и његове варијанте је основано у овом региону у хеленистичком, римском и византијском периоду. Под потоњом турском владавином, ова област са грчким становништвом је опстао релативно нетакнут, очувавши своје обичаје и дијалект грчког, све до размене становништва између Грчке и Турске 1923. године.